# АМРА
АМРА (альфа-аминометилизоксазолпропионовая кислота) — непротеиногенная аминокислота, высокоспецифичный агонист AMPA-рецептора, при связывании с которым воспроизводит эффекты глутамата. Хорошо растворима в воде (до концентрации 10 миллимоль на литр), в растворе находится в состоянии рацемической смеси R-и S- энантиомеров, на нейрорецепторы действует только S-энантиомер.